# Alexander Russell Simpson
Alexander Russell Simpson, född den 30 april 1835 i Bathgate, West Lothian, död (genom olyckshändelse) den 6 april 1916 i Edinburgh, var en skotsk läkare. Han var brorson till James Young Simpson.
Simpson var den, på vilken farbrodern, vars medhjälpare han var i sju år, experimenterade med kloroformen. Han var 1870-1905 farbroderns efterträdare som professor i obstetrik vid Edinburghs universitet och upphöjdes 1906 i adligt stånd. Simpson fick eftermälet att han var "en utpräglad kristlig personlighet, som med sällsynt ifver och uthållighet deltog i allt godt verk för människors andliga och kroppsliga väl".